# König Surbolds Grab
König Surbolds Grab (auch Surwold genannt) war ein neolithisches Ganggrab ohne Sprockhoff-Nr., über das nur noch wenig mehr als eine Sage bekannt ist. Es handelt sich um ein zu Beginn des 19. Jahrhunderts geschleiftes Hünengrab. Es war eines der größten im Emsland und entstand zwischen 3500 und 2800 v. Chr. als Megalithanlage der Trichterbecherkultur (TBK). Neolithische Monumente sind Ausdruck der Kultur und Ideologie neolithischer Gesellschaften. Ihre Entstehung und Funktion gelten als Kennzeichen der sozialen Entwicklung.

Karte

Surbolds Grab liegt bei Surwold (Ortsteil Börgerwald) im Landkreis Emsland, im Hümmling (einem Höhenrücken), im Emsland.

## König Surbold
Der Friesenkönig Surbold (Suirboldus) soll ein Verbündeter des Sachsenherzogs Widukind und wie dieser ein Gegner Karls des Großen gewesen sein und der Sage nach hier begraben liegen. Die Historiker kennen keinen Friesenfürsten dieses Namens, aber er taucht in vielen Sagen auf. Die 1879 gegründete emsländische Gemeinde Surwold wenige Kilometer nördlich von Börger erhielt erst 1934 den Namen der Sagengestalt.

## Die Rekonstruktion der Anlage
Im Jahre 1935 fand die Archäologin Elisabeth Schlicht (1914–1989) am Ausgrabungsort eine 29 m lange und 16 m breite flache Anhöhe vor. Ihr Ausgrabungsbericht und ihre Funde (Perlen, Steingeräte und Tonware) gingen allerdings verloren. Somit ist nur die Beschreibung des Münsteraner Küsters Johann von Velen erhalten, der einen Teil der Anlage 1613 untersuchte. Die ost-west-gerichtete, stark trapezförmige Anlage soll sieben teilweise ungewöhnlich große Decksteine (5,0 bis 6,9 m lang) besessen haben, von denen drei noch auf den westlichen Tragsteinen auflagen. Da der östliche Teil verstürzt war, liegen nur unvollständige Maßangaben vor. Die Höhe der Tragsteine wurde mit 2,8 m angegeben, die der Einfassungssteine mit 2,2 m. Die lichte Weite der Kammer betrug zwischen etwa 1,6 und 6 m, ihre innere Länge dürfte bei 17 m gelegen haben.
Ähnliche, jedoch kleinere Anlagen sind im Kreis Osnabrück (Sloopsteine von Haltern), Gemeinde Belm, und bei Hilter am Teutoburger Wald zumindest teilweise erhalten.

## Literarische Bearbeitung
Eine Variante der Sage, der zufolge die riesige Grabplatte gehoben wurde, das Grab darunter aber leer war, ist Grundlage der Erzählung „König Surbolds Grab“ von Petra Hartmann. Die Autorin macht Surbold darin zum legendenhaften Urkönig des Landes Movenna.